# Catàleg General
El Catàleg General (el títol complet del qual és Catàleg General de Nebuloses i Cúmuls d'Estels) va ser publicat en 1864 per John Herschel. Combinat amb altres observacions, J. L. I. Dreyer va produir el Nou Catàleg General en 1880. El CG contenia 5.000 entrades, la meitat de les observacions de William Herschel, i l'altra meitat del seu fill John. Més tard, es va publicar una edició pòstuma complementària del catàleg, amb el títol Catàleg General de 10.300 Estels Dobles i Múltiples.

## Altres catàlegs astronòmics
- Catàleg Índex
- Nou Catàleg General
- Nou Catàleg General Revisat
- Catàleg Messier
- Catàleg de galàxies principals
- Uppsala General Catalogue